# Christophe Lejeune
Pour les articles homonymes, voir Lejeune.
Christophe Lejeune, né le 22 mars 1969 à Luxeuil-les-Bains, est un homme politique français. Il est député de la deuxième circonscription de la Haute-Saône de 2017 à 2022.

## Biographie

### Jeunesse et formation
Christophe Lejeune est le fils d'un militaire de la Base aérienne 116 Luxeuil-Saint Sauveur. Après avoir obtenu un diplôme en gestion et commerce, il exerce dans le domaine des banques mutualistes (cadre pendant 10 ans puis consultant indépendant pendant 14 ans). Il est marié et père de deux enfants.

### Parcours politique
Maire de Baudoncourt de 2008 à 2017, il est candidat aux législatives en 2017 au titre de La République en marche dans la 2e circonscription de la Haute-Saône. Il est élu député le 18 juin 2017, battant le candidat FN Maurice Monnier,, et donne sa démission de son mandat de maire tout en restant conseiller municipal jusqu'à l'élection partielle en octobre de la même année, où il se représente au conseil municipal et est élu. 
Il est co-auteur, avec Jean-Jacques Ferrara, d'un rapport sur l'action aérospatiale de l'État en 2019, ainsi que d'un rapport, co-signé avec Bastien Lachaud, sur l'évaluation des dispositifs de lutte contre les discriminations dans les forces armées. 
De nouveau candidat lors des élections municipales de 2020 à Baudoncourt, il est réélu conseiller.  
Candidat lors des élections législatives de 2022, il est battu au second tour par Émeric Salmon, candidat du Rassemblement national (RN) qui obtient 54,3 % des suffrages.